# معاون رئیس‌جمهور مصر

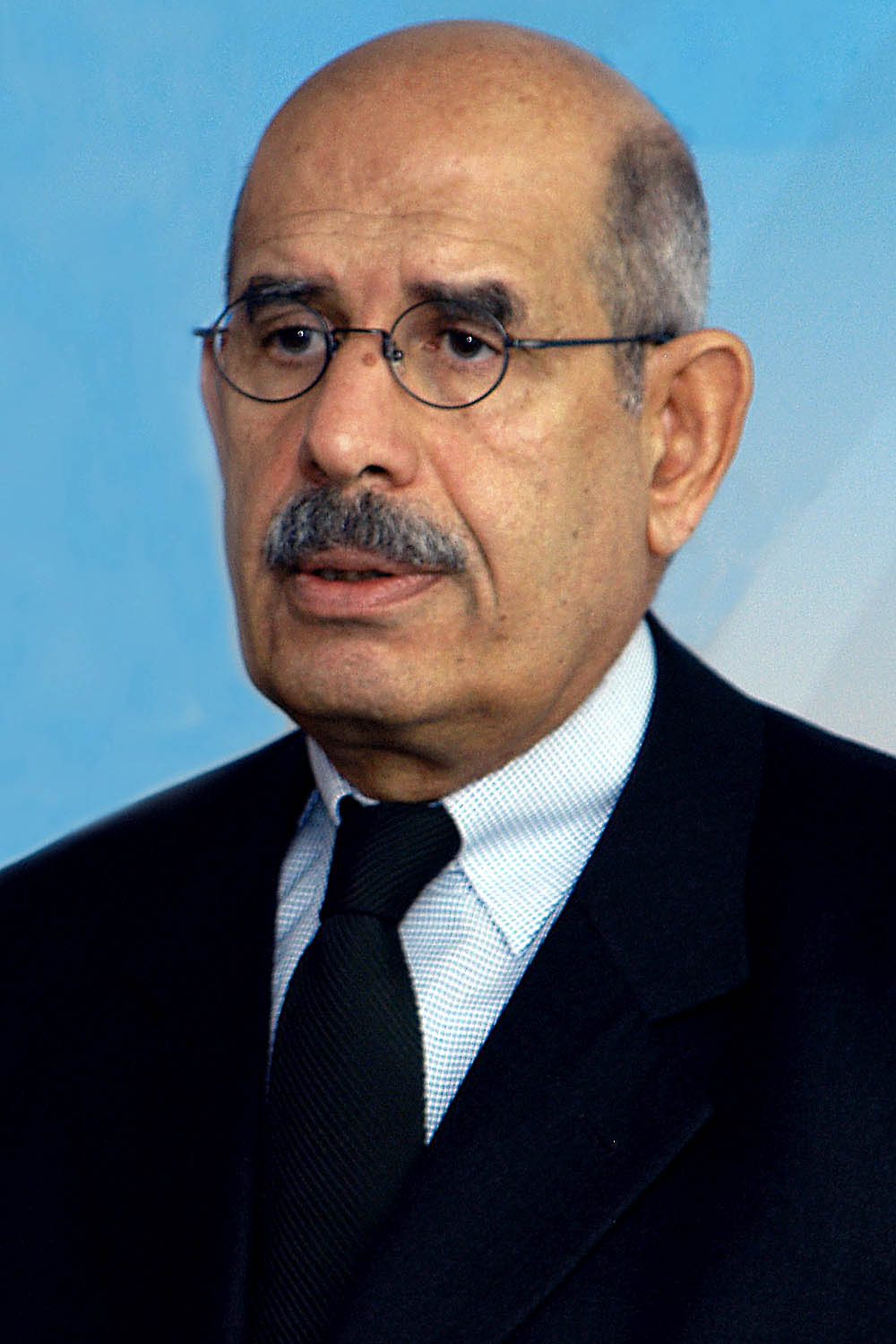
محمد البرادعی معاون رئیس‌جمهور مصر

مطابق قانون اساسی مصر، رئیس‌جمهور مصر می‌تواند برای خود یک یا چند معاون انتخاب کند.

## فهرست معاونین رئیس‌جمهور
| معاون رئیس‌جمهور     | از                           | تا                             | رئیس‌جمهور                         |
| ------------------- | ---------------------------- | ------------------------------ | --------------------------------- |
| عبد اللطیف البغدادی | ۷ مارس ۱۹۵۸                  | ۲۳ مارس ۱۹۶۴                   | جمال عبد الناصر                   |
| عبد الحکیم عامر     | ۷ مارس ۱۹۵۸                  | ۳۰ سپتامبر ۱۹۶۵                | جمال عبد الناصر                   |
| زکریا محیی الدین    | ۱۶ اوت ۱۹۶۱ ۱ اوت ۱۹۶۵       | ۲۳ مارس ۱۹۶۴ ۲۰ مارس ۱۹۶۸      | جمال عبد الناصر                   |
| حسین الشافعی        | ۱۶ اوت ۱۹۶۱ ۲۰ مارس ۱۹۶۸     | ۳۰ سپتامبر ۱۹۶۵ ۱۶ ژانویه ۱۹۷۳ | جمال عبد الناصر / محمد انور سادات |
| کمال الدین حسین     | ۱۶ اوت ۱۹۶۱                  | ۲۳ مارس ۱۹۶۴                   | جمال عبد الناصر                   |
| حسن ابراهیم         | ۱۷ فوریه ۱۹۶۴                | ۲۷ ژانویه ۱۹۶۶                 | جمال عبد الناصر                   |
| علی صبری            | ۱ اکتبر ۱۹۶۵ ۳۰ اکتبر ۱۹۷۰   | ۲۰ مارس ۱۹۶۸ ۲ مه ۱۹۷۱         | جمال عبد الناصر محمد انور سادات   |
| محمد انور سادات     | ۱۷ فوریه ۱۹۶۴ ۱۹ دسامبر ۱۹۶۹ | مارس ۱۹۶۴ ۱۴ اکتبر ۱۹۷۰        | جمال عبد الناصر                   |
| محمود فوزی          | ۱۶ ژانویه ۱۹۷۲               | ۱۸ سپتامبر ۱۹۷۴                | محمد انور سادات                   |
| محمد حسنی مبارک     | ۱۶ آوریل ۱۹۷۵                | ۱۶ اکتبر ۱۹۸۱                  | محمد انور سادات                   |
| عمر سلیمان          | ۲۹ ژانویه ۲۰۱۱               |                                | محمد حسنی مبارک                   |